# Mamelucy (Galicja)
Mamelucy – popularnie stosowana nazwa polskiego zachowawczego ugrupowania politycznego w Galicji w czasie autonomii galicyjskiej.
Ugrupowanie utworzyło się w 1867 w Sejmu Krajowego Galicji. Jego przedstawiciele uważali, że nie należy ryzykować walki o większą autonomię Galicji, tylko poprzestać na tym, co już uzyskano. Nazywano ich pogardliwie mamelukami. Do obozu mameluków, na którego czele stał namiestnik Agenor Romuald Gołuchowski, przeszła część skrajnie konserwatywnej szlachty z Galicji Wschodniej i część inteligencji na czele z Florianem Ziemiałkowskim. Dla odmiany demokraci, jak Smolka, reprezentujący mieszczaństwo lwowskie, wysuwali hasła opozycji przeciw Wiedniowi. Krakowscy konserwatyści, późniejsi stańczycy, zajęli pozycję centrową.
Do najbardziej wojujących mameluków, oprócz Agenora Gołuchowskiego i Floriana Ziemiałkowskiego, należeli: Piotr Gross, Wiktor Zbyszewski, Stanisław Polanowski, Julian Ławrowski, Antoni Golejewski.
Mamelucy nie uznawali żądań ukraińskich o większe prawa polityczne, popierali natomiast równouprawnienie Żydów. W 1869 Gołuchowski i Ziemiałkowski założyli pismo mameluków „Dziennik Polski” i ściągnęli na współredaktora popularnego dziennikarza Jana Lama. W 1878  „Dziennik Polski”  odkupił Adam Stanisław Sapieha i zmienił jego profil. Od tego czasu mamelucy przestali odgrywać jakąkolwiek polityczną  rolę w Galicji.

## Literatura
- Ryszard Sadaj: Kto był kim w Galicji. Kraków, 1993. ISBN 83-7081-089-6.